# Topo Tacamahaco
El Topo Tacamahaco es una formación de montaña ubicada en el extremo sur del estado La Guaira, Venezuela. A una altitud promedio entre 2.067 m s. n. m. y 2.262 m s. n. m. el Topo Tacamahaco es una de las montañas más altas en Vargas.

## Ubicación
El Topo Tacamahaco está ubicado en el corazón de una fila montañosa al oeste del parque nacional Waraira Repano y consitutye parte del longitudinal sur del estado Vargas al hacer límite con el norte del estado Miranda. Forma parte del extremo sur de la Parroquia Naiguatá, municipio Vargas, en la parte centro norte de Venezuela.
Hacia el sur se continúa con el Cerro El Gavilán y la fila de Naveran hasta la autopista Petare Guarenas. Más hacia el norte en dirección a la costa acaba en la Punta Camurí Grande.

## Geografía
El Topo Tacamahaco constituye el extremo norte de la cuenca del río Camurí Grande, ubicada al Este del pico Naiguatá, y que nace en el Topo Tacamahaco a los 2.200 m s. n. m. como altura máxima, y desciende hasta los 0 m s. n. m. en la vertiente norte de la montaña hasta el Mar Caribe.